# اوگانسون
اوگانسون (به انگلیسی: Oganesson) یک عنصر شیمیایی مصنوعی است که با نماد شیمیایی Og و عدد اتمی ۱۱۸ نمایش داده می‌شود. اوگانسون برای اولین بار در سال ۲۰۰۲ میلادی در مؤسسه مشترک تحقیقات هسته‌ای واقع در دوبنا در نزدیکی مسکو و توسط یک گروه تحقیقاتی مشترک آمریکایی-روسی تهیه شد. در دسامبر ۲۰۱۵ میلادی، این عنصر توسط آیوپاک رسماً به عنوان یک عنصر جدید معرفی شد. اوگانسون در ۲۸ نوامبر ۲۰۱۶ به صورت رسمی نام‌گذاری شد. نام این عنصر به افتخار فیزیک‌دانی به نام یوری اوگانسیان برگزیده شده‌است که نقشی اساسی در کشف این عنصر به‌عنوان سنگین‌ترین عنصر جدول تناوبی (از لحاظ عدد اتمی) داشته‌است. اوگانسون در کنار سیبورگیم تنها عناصری هستند که نام آن‌ها به افتخار فردی انتخاب شده که در زمان نام‌گذاری عنصر زنده بوده‌اند.
اوگانسون یک عنصر بلوک پی و آخرین عنصر دوره هفتم است. اوگانسون در حال حاضر تنها عضو مصنوعی گروه ۱۸ می‌باشد. این عنصر دارای بزرگ‌ترین عدد اتمی و جرم اتمی در بین تمامی عناصر کشف شده تاکنون است.
پرتوزایی اتم اوگانسون، به‌علت جرم زیادش، بسیار ناپایدار است و از ۲۰۰۵، فقط سه یا احتمالاً چهار اتم از ایزوتوپ‌های 294Og شناخته شده‌است. با وجود مشخصات خیلی کم تجربی مربوط به خواص و ترکیب‌های ممکن آن، محاسبات نظری منجر به پیش‌بینی‌های متعدد و بعضاً غیرمنتظره‌ای شده‌اند. برای مثال، اگرچه اوگانسون عنصر گروه ۱۸ است، ممکن است برخلاف دیگر عناصر گروه ۱۸، یک گاز نجیب نباشد. پیشتر تصور می‌شد تحت شرایط استاندارد یک گاز باشد اما اکنون به علت اثرات نسبیتی، یک جامد شناخته می‌شود.

## تاریخچه

### تلاش‌های ناموفق ترکیب
در اواخر ۱۹۹۸، فیزیکدان لهستانی روبرت اسمولانژوک محاسبات مربوط به همجوشی هسته اتم برای ترکیب اتم‌های فوق سنگین شامل اوگانسون را منتشر کرد. محاسبات او نشان داد که می‌توان اوگانسون را با همجوشی سرب با کریپتون در شرایط کنترل شدهٔ دقیق، به وجود آورد.
در ۱۹۹۹، محققان آزمایشگاه ملی لارنس برکلی از این نتایج استفاده نمودند و خیلی زود بعد از انتشار نتایج در ساینس، در مطلبی منتشر شده توسط Physical Review Letters اکتشاف لیورموریم و اوگانسون را اعلام کردند. محققان وقوع واکنش زیر را گزارش دادند.
86
36Kr + 208
82Pb → 293
118Uuo + n
سال بعد، وقتی پژوهشگران دیگر آزمایشگاه‌ها قادر به تکرار نتایج نشدند و آزمایشگاه برکلی هم به خوبی نتوانست نتایج را تکرار کند، آن‌ها اقدام به عذرخواهی نمودند. در ژوئن ۲۰۰۲، مدیر آزمایشگاه اعلام کرد که ادعای اصلی کشف این دو عنصر بر اساس اطلاعات جعل شده توسط مؤلف اصلی ویکتور نیکوف بوده‌است.

### گزارش‌های اکتشاف
نخستین مشاهدهٔ زوال اتم‌های اوگانسون در ۲۰۰۲ و در مؤسسه مشترک تحقیقات هسته‌ای (JINR) توسط یوری اوگانسیان و گروهش در دوبنا روسیه انجام گرفت. در ۹ اکتبر ۲۰۰۶، محققان JINR و آزمایشگاه ملی لارنس لیورمور کالیفرنیا آمریکا، که در JINR دوبنا مشغول به فعالیت هستند، اعلام کردند که به شکل غیرمستقیم مجموعاً سه (احتمالاً چهار) هستهٔ اوگانسون-۲۹۴ (یک یا دو در 2002 و دو تای دیگر در ۲۰۰۵) حاصل از برخورد اتم‌های کالیفرنیم-۲۴۹ و یون‌های کلسیم-۴۸ را شناسایی کرده‌اند. and two more in 2005) produced via collisions of کالیفرنیم-249 atoms and calcium-48 ions.
249
98Cf + 48
20Ca → 294
118Uuo + ۳ n

مسیرهای واپاشی پرتوزایی ایزوتوپ اوگانسون-۲۹۴. @ انرژی واپاشی و نیمه‌عمر متوسط برای ایزوتوپ همراه و هر ایزوتوپ دختر داده شده‌اند. شکستگی اتم‌ها تحت شکافت خود به خود (SF) به رنگ سبز نشان داده شده‌است.

در ۲۰۱۱، آیوپاک نتایج همکاری ۲۰۰۶ دوبنا-لیورمور را مورد بررسی قرار داد و نتیجه گرفت: «سه مورد گزارش شده برای ایزوتوپ Z = ۱۱۸ فراوانی داخلی خیلی خوبی دارند ولی هیچ لنگری برای هستهٔ مشخص نیست تا در حد معیار اکتشاف خود را نشان دهد.»
به علت احتمال خیلی پایین واکنش همجوشی (مقطع همجوشی حدود 0.3-0.6 pb است) آزمایش چهار ماه طول کشید و دوز پرتو ۴×۱۰۱۹ یون کلسیم را که باید به کالیفرنیم شلیک می‌شدند، به کار گرفت تا اولین واقعهٔ ثبت شده به عنوان ترکیب اوگانسون به وقوع بپیوندد. با این وجود، محققان اطمینان زیادی دارند که نتایج مثبت نیستند، چون احتمال اینکه تشخیص‌ها تصادفی نبوده باشند، کمتر از یک در ۱۰۰۰۰۰ تخمین زده شده بود.
در آزمایش‌ها، واپاشی آلفای سه اتم اوگانسون مشاهده شدند. واپاشی چهارمی با شکافت خود به خود مستقیم نیز مطرح شد. نیمه عمر ۰٫۸۹ میلی‌ثانیه محاسبه شد: 294Og توسط واپاشی آلفا به 290Og واپاشیده می‌شود. چون فقط سه هسته وجود دارد، نیمه عمر مشتق شده از طول عمرها عدم قطعیت بالایی دارد: ۰٫۸۹+۱٫۰۷
−۰٫۳۱ ms.
294
118Uuo → 290
116Lv + 4
2He
شناسایی هستهٔ 294Og مستقیماً با بمباران 245Cm با یون‌های 48Ca و ایجاد منحصراً 290Lv به اصطلاح هستهٔ دختر،
245
96Cm + 48
20Ca → 290
116Lv + ۳ n,
و با بررسی اینکه واپاشی 290Og با زنجیره واپاشی هسته 294Og همخوانی داشت، مورد تأیید قرار گرفت. 290Lv یا هستهٔ دختر بسیار نا پایدار است و با طول عمر ۱۴ میلی‌ثانیه به 286Fl واپاشیده می‌گردد و ممکن است شکافت خود به خود یا واپاشی آلفا به 282Cn که در واقع نتیجهٔ شکافت خود به خود است، نیز روی دهند.
در مدل تونل-کوانتومی، نیمه عمر واپاشی آلفای 294Og مقدار ۰٫۶۶+۰٫۲۳
−۰٫۱۸ ms با انرژی تولیدی (Q-Value) تجربی در ۲۰۰۴ منتشر شد. محاسبه با میزان انرژی (Q-Value)های نظری از مدل ماکروسکوپی-میکروسکوپی مونتیان-هافمن-پاتیک-سوبیچفسکی نتایج تقریباً پایین ولی قابل مقایسه‌ای می‌دهد.

## نامگذاری
تا دههٔ ۱۹۶۰ اوگانسون با عنوان اکا-اماناتیون (اماناتیون نام قدیمی رادون است) شناخته می‌شد. در ۱۹۷۹ آیوپاک توصیه نامه‌هایی در خصوص نامگذاری عنصر با نام اون‌اون‌اکتیم، یک نام با قاعدهٔ جایگزین تا زمانی که اکتشاف عنصر تأیید شود و آیوپاک اقدام به نامگذاری آن کند، منتشر نمود.
قبل از عذرخواهی ۲۰۰۲، محققان برکلی نام گیورسیم (Gh) را به خاطر آلبرت گیورسو (عضو برجستهٔ تیم تحقیقاتی) در نظر گرفته بودند.
مکتشفان روسی در سال ۲۰۰۶ خبر از کار خود دادند. در ۲۰۰۷، رئیس مؤسسه روسی عنوان کرد که تیم دو نام را برای عنصر جدید لحاظ می‌کند: فلایوریم به افتخار گئورگی فلیرف، مؤسس آزمایشگاه تحقیقاتی در دوبنا؛ و مسکوویم جهت شناساندن استان مسکو، جایی که دوبنا در آن قرار دارد. او هم چنین عنوان نمود که اگرچه عنصر در یک همکاری آمریکایی، منجر به کالیفورنیم، به کشف رسیده‌است، اما به درستی، عنصر باید به افتخار روسیه نامیده شود زیرا که آزمایشگاه واکنش‌های هسته‌ای فلروف در JINR تنها جایی در دنیا بود که می‌توانست امکانات این کشف را فراهم کند. این نام‌ها بعد تر برای فلروویم (فلروویم) و لیورموریم (مسکوویم) مطرح شدند. البته، نام نهایی مطرح شده برای عنصر ۱۱۶ لیورموریم بود.
هیچ نامی به‌طور رسمی برای عنصر پیشنهاد نشده‌است زیرا که هیچ ادعایی مبنی بر کشف آن توسط آیوپاک قبول نشده‌است. طبق دستورالعمل‌های فعلی آیوپاک، نام نهایی تمام عناصر باید به «-یم» ختم شود که این یعنی نام آن‌ان‌اکتیم تقریباً به‌طور قطع به «-یم» ختم می‌شود و نه «-ئون»، حتی اگر که اوگانسون یک گاز نجیب شناخته شود، که همگی به‌طور سنتی نام‌های ختم به «-ئون» دارند (با استثنای هلیم، آن هم به این علت که وقتی کشف شد به عنوان یک گاز نجیب محسوب نمی‌شد).

## مشخصات

### پایداری هسته و ایزوتوپ‌ها

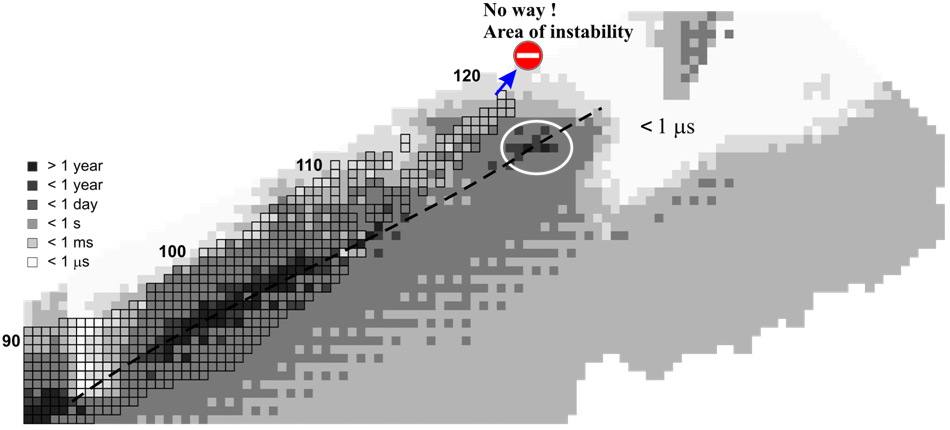
اوگانسون (ردیف ۱۱۸) کمی بالاتر از «جزیرهٔ ثبات» (دایرهٔ سفید) است و در نتیجه هستهٔ آن کمی پایدارتر از میزان مورد انتظار می‌باشد.

پایداری هسته با افزایش عدد اتمی پس از پلوتونیم، سنگین‌ترین عنصر دیرینه به شدت کاهش می‌یابد و تمام ایزوتوپ‌های با عدد اتمی بالای ۱۰۱، به استثنای دوبنیم-۲۶۸، با نیمه عمر زیر یک روز، پرتوزایی می‌کنند. هیچ عنصری با عدد اتمی بالای ۸۲ (بعد از سرب) ایزوتوپ پایدار ندارد. با این وجود، به علت برخی دلایل که هنوز به خوبی درک نشده‌اند، کمی افزایش پایداری حول اعداد اتمی ۱۱۰ تا ۱۱۴ وجود دارد که منجر به ظهور مفهومی در فیزیک هسته‌ای با عنوان «جزیرهٔ ثبات» می‌گردد. این مفهوم، مطرح شده توسط استاد دانشگاه کالیفرنیا، گلن سیبورگ، شرح می‌دهد که چرا عناصر فوق سنگین بیشتر از حد انتظار باقی می‌مانند. اوگانسون پرتوزا است و نیمه عمری برابر با ۸۹۰ یا ۶۹۰ (میکروثانیه) دارد. با این وجود، این مقدار بیشتر از مقادیر پیش‌بینی شده‌است، بنابراین ایدهٔ مفهوم «جزیرهٔ ثبات» را تقویت می‌کند.
محاسبات با استفاده از مدل تونل-کوانتوم وجود ایزوتوپ‌های غنی از نوترون اوگانسون را با نیمه عمرهای واپاشی آلفای نزدیک به ۱ میلی‌ثانیه پیش‌بینی می‌کنند.
محاسبات نظری انجام گرفته بر مسیرهای ترکیب و نیمه عمرهای دیگر ایزوتوپ‌ها نشان می‌دهند که برخی می‌توانند کمی پایدارتر از ایزوتوپ ترکیب شدهٔ 294Og باشند، احتمالاً 293Og, 295Og, 296Og, 297Og, 298Og, 300Og و 302Og. از موارد مذکور، 297Og می‌تواند بیشترین احتمال برای کسب عنوان هستهٔ جاویدتر داشته باشد، و بنابراین می‌تواند محل تمرکز اقدامات بعدی حول این عنصر قرار بگیرد. برخی ایزوتوپ‌ها با نوترون‌های زیاد، مانند برخی که حول 313Og قرار دارند نیز می‌تواند هستهٔ پایدارتری داشته باشند.

### خواص محاسبه شدهٔ اتمی و فیزیکی
اوگانسون عضوی از گروه ۱۸ است، عناصر با ظرفیت شیمیایی صفر. اعضای این گروه معمولاً نسبت به اکثر واکنش‌های شیمیایی معمول بی‌اثر هستند (برای مثال، سوختن) زیرا که لایه ظرفیت بیرونی کاملاً با هشت الکترون پر شده‌است. این منجر به انرژی پیکربندی کمینه و پایداری می‌شود که الکترون‌های بیرونی به سختی با هم پیوند دارند. به‌طور مشابه تصور می‌شود، اوگانسون لایه ظرفیت بیرونی پر دارد که الکترون‌های ظرفیت آن در آرایش الکترونی 7s27p6 قرار گرفته‌اند.
در نتیجه، برخی انتظار دارند اوگانسون خواصی شیمیایی و فیزیک مشابه با دیگر اعضای این گروه و در جدول تناوبی بیش از همه شبیه به گاز نجیب بالایی اش یعنی رادون، داشته باشد. طبق روند تناوبی انتظار می‌رود اوگانسون کمی فعالتر از رادون باشد. البته، محاسبات نظری نشان می‌دهند که کاملاً فعال است تا جایی که نمی‌توان آن را یک گاز نجیب نامید. علاوه بر فعالتر بودن نسبت به رادون، اوگانسون می‌تواند حتی فعال تر از فلروویم و کوپرنیسیم هم باشد.v علت افزایش ظاهری فعالیت شیمیایی اوگانسون نسبت به رادون بی‌ثباتی مربوط به انرژی و گسترشی شعاعی آخرین زیرلایه ی اشغال شده یا 7p است. به‌طور دقیق تر، تعاملات اسپین – مداری قابل توجه بین الکترون‌های 7p با الکترون‌های بی‌اثر 7s2، به‌طور مؤثری باعث ایجاد لایهٔ الکترونی دومی نزدیک به فلروویم و کاهش قابل ملاحظه‌ای در پایداری لایه‌های پر عنصر ۱۱۸ می‌شوند. همچنین نتیجه‌ای به دست آمده‌است در خصوص اینکه اوگانسون، برخلاف دیگر گازهای نجیب، با یک الکترون ضمن آزادسازی انرژی پیوند برقرار می‌کند – یا به عبارت دیگر الکترون خواهی مثبت را به نمایش می‌گذارد.
تاکنون انتظار می‌رود اوگانسون گسترده‌ترین قطبش‌پذیری را بین تمام عناصر ماقبل خودش (دوبرابر رادون) در جدول تناوبی داشته باشد. با برونیابی از دیگر گازهای نجیب، انتظار داریم اوگانسون نقطه جوشی بین ۳۲۰ و ۳۸۰ کلوین داشته باشد که خیلی با مقادیر تخمین زده شدهٔ قبلی یعنی ۲۶۳ کلوین یا ۲۴۷ کلوین فاصله دارد. حتی با وجود عدم قطعیت‌های زیادی در محاسبات، خیلی بعید به نظر می‌رسد که در شرایط استاندارد یک گاز باشد، و چون محدودهٔ مایع بودن دیگر گازها خیلی کوچک است، یعنی بین ۲ تا ۹ کلوین، این عنصر در شرایط استاندارد باید جامد باشد. با این حال اگر اوگانسون در شرایط استاندارد به حالت گاز باشد، یکی از چگال‌ترین مواد گازی در شرایط استاندارد خواهد بود (حتی اگر مثل دیگر گازهای نجیب تک اتمی باشد).
به علت قطبش پذیری فوق‌العاده اش، انتظار می‌رود اوگانسون برخلاف قاعده انرژی یونش پایین (مشابه با سرب که ۷۰٪ رادون و به‌طور قابل ملاحظه‌ای از فلروویم کمتر است) و فاز ماده چگال استانداردی داشته باشد.

### ترکیبات پیش‌بینی شده

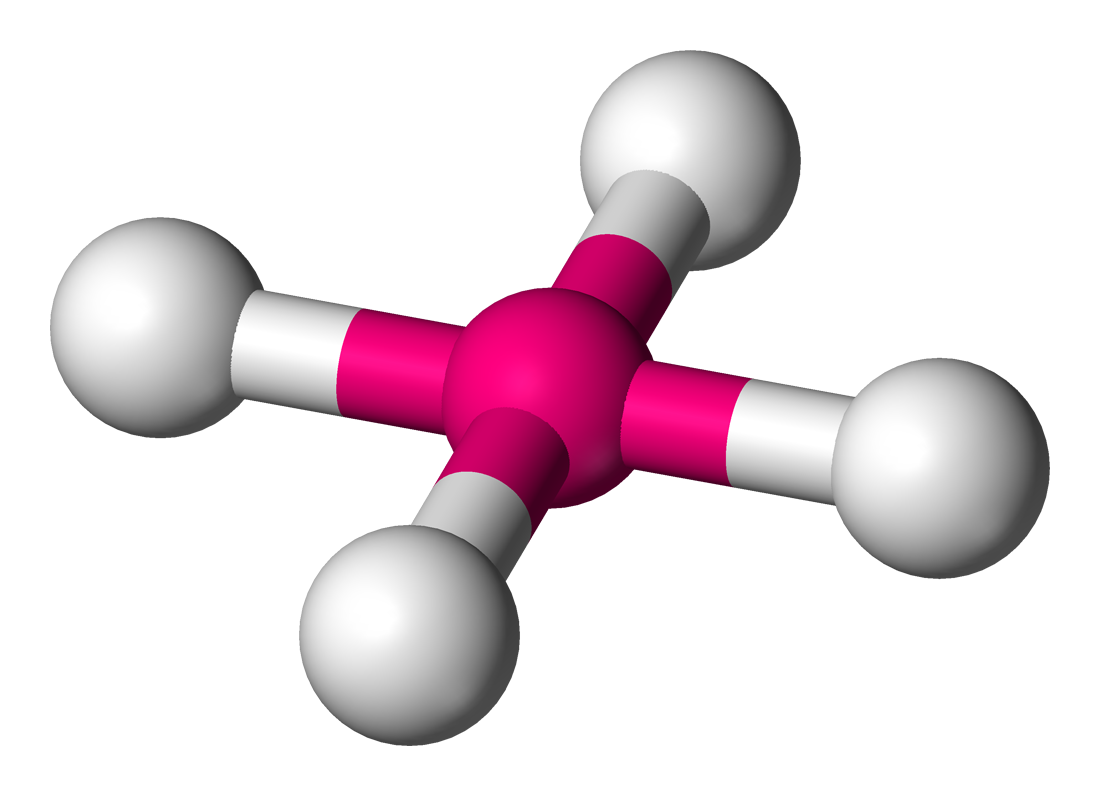
XeF4 آرایش هندسی مربعی دارد.

هیچ ترکیبی از اوگانسون تاکنون به دست نیامده، اما محاسبات روی ترکیبات نظری از ۱۹۶۴ آغاز شده‌اند. پیش‌بینی شده‌است که اگر انرژی یونش این عنصر به قدر کافی بالا باشد، اکسایش آن دشوار شده و در نتیجه عدد اکسایش رایج آن ۰ خواهد بود (مثل دیگر گازهای نجیب)؛ با این حال، ظاهراً این نظریه درست‌ترین نیست.
محاسبات بر روی مولکول دواتمی Og2 نشانگر وجود یک پیوند تقریباً معادل با میزان محاسبه شده برای Hg2، و انرژی تفکیک پیوندی برابر 6 kJ/mol، حدوداً ۴ برابر Rn2 می‌باشند. اما چشمگیرتر آن است که طول پیوند کوتاهتری از Rn2 به میزان ۰٫۱۶ آنگستروم محاسبه شده که نشان دهندهٔ ساختار پیوند قابل ملاحظه‌ای است. از سوی دیگر، ترکیب OgH+ انرژی تفکیک پیوندی (به عبارت دیگر پروتون خواهی) کمتر از RnH+ نشان می‌دهد.
پیوند بین اوگانسون و هیدروژن در OgH بسیار شل در نظر گرفته می‌شود و می‌توان آن را به عنوان یک نیروی اصیل واندروالسی در نظر گرفت تا یک پیوند شیمیایی واقعی. در سوی دیگر، با وجود عناصر الکترونگاتیو بالا، به نظر می‌رسد اوگانسون مثلاً نسبت به کوپرنیسیم یا فلروویم ترکیباتی پایدارتری تشکیل دهد. اعداد اکسایش پایدار +۲ و +۴ برای فلوریدها در ترکیب‌های OgF2 و OgF4 پیش‌بینی شده‌اند. عدد +۶ به خاطر پیوند قوی در زیر لایهٔ 7p1/۲ پایداری کمتری دارد. این نتیجهٔ تعاملات مدار – اسپینی است که اوگانسون را معمولاً واکنش پذیر و فعال می‌نماید. برای مثال، نشان داده شد که واکنش اوگانسون با F2 برای تشکیل OgF2 انرژی 106 kcal/mol را از 46 kcal/mol که از این گونه تعاملات حاصل می‌شود، آزاد می‌کند. برای مقایسه، تعامل مدار – اسپینی برای مولکول مشابه RnF2 تقریباً برابر 10 kcal/mol از انرژی ساختار 49 kcal/mol است. تعامل یکسان آرایش چهاروجهی Td را برای OgF4، برخلاف آرایش هندسی مربعی D4h برای XeF4 و هم چنین RnF4 تثبیت می‌کند. پیوند Og-F به احتمال زیادی یونی باشد تا یک پیوند کووالانسی که باعث غیرفرار بودن ترکیبات OgFn شود. انتظار می‌رود OgF2 به علت الکتروپوزیتیوی بالای اوگانسون نسبتاً یونی باشد. برخلاف دیگر گازهای نجیب (احتمالاً به جز زنون)، اوگانسون به قدر کافی الکترون دهنده تصور می‌شد که می‌تواند پیوند Og-Cl با کلر تشکیل بدهد.